# Корнилий Псково-Печерский
Корни́лий Пско́во-Пече́рский (Корнилий Псковский; 1501, Псков — 1570) — игумен Псково-Печерского монастыря (1529—1570). По общепринятой версии, убит Иваном Грозным, вследствие чего канонизирован православной церковью в лике преподобномучеников. Память совершается 20 февраля (4 марта) в високосный год, 20 февраля (5 марта) в невисокосные годы, в 4-ю неделю (воскресение) по Пятидесятнице в составе Собора Псково-Печерских святых и в Соборе Псковских святых.

## Жизнеописание
Согласно житию, Корнилий родился в боярской семье в городе Пскове. Обучался в Мирожском монастыре, где приобрёл склонность к духовной жизни и монашеству, однако после обучения он вернулся домой. Окончательное решение о монашеском постриге Корнилий принял после поездки в недавно образованный Псково-Печерский монастырь.

### Игуменство

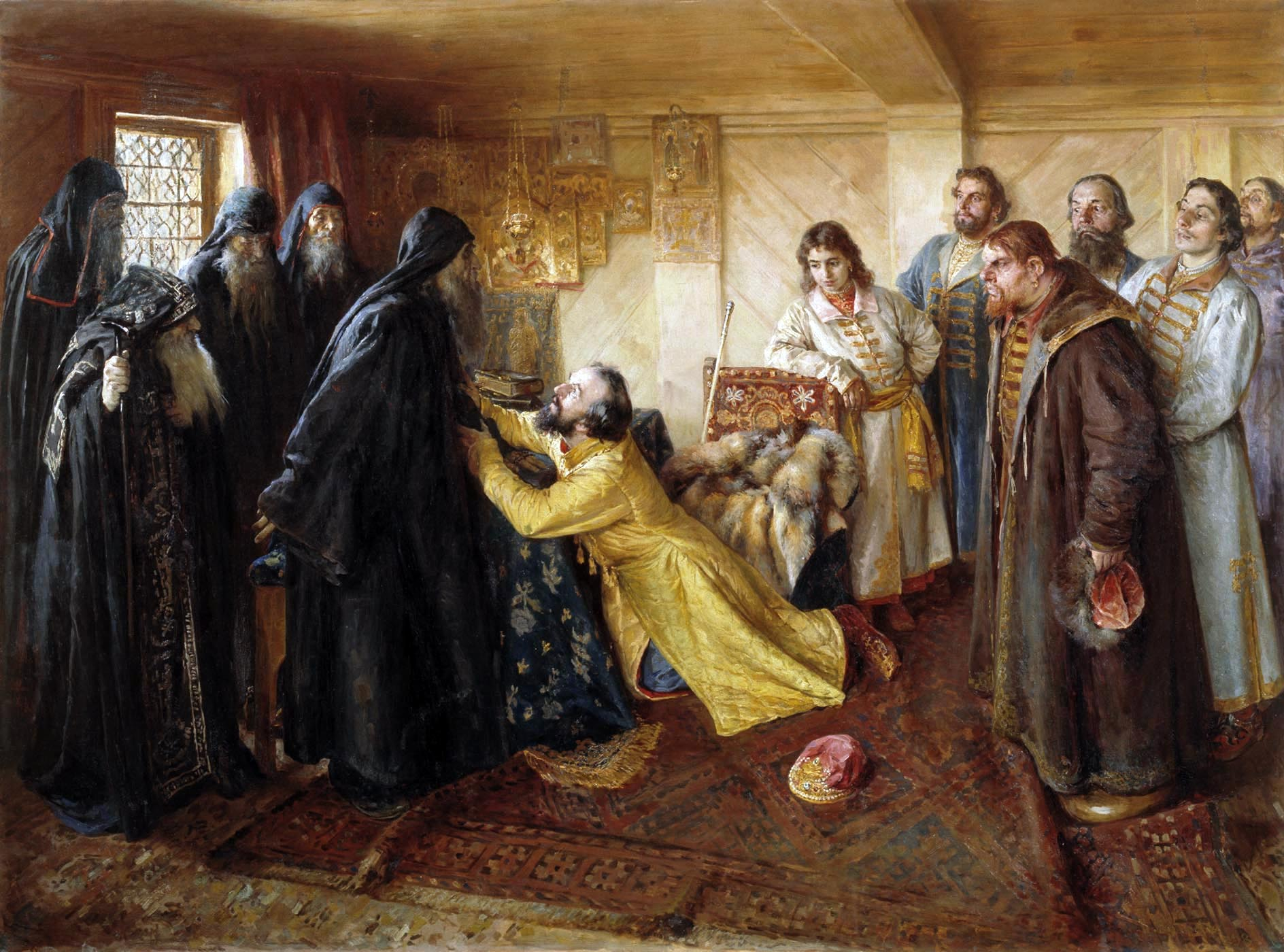
«Царь Иван Грозный просит игумена Корнилия постричь его в монахи» (К. В. Лебедев)

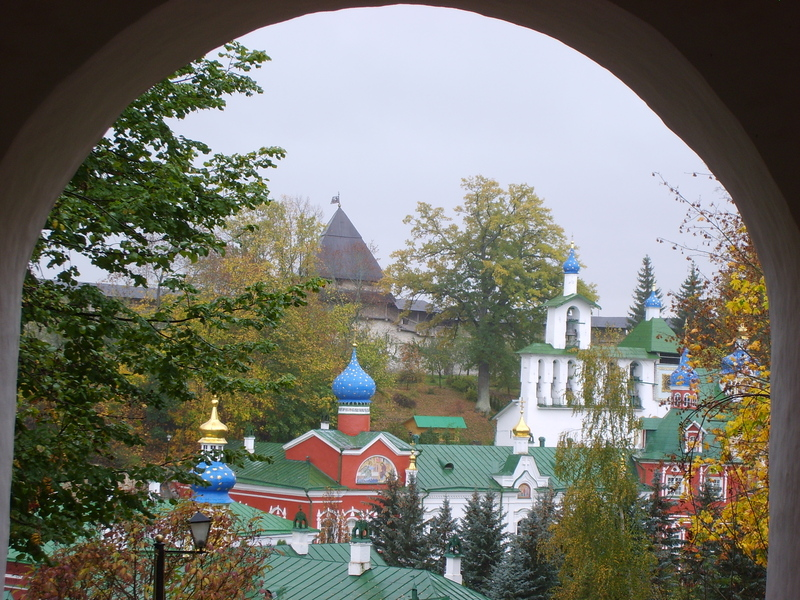
Псково-Печерский монастырь

Приняв не ранее 1523 года пострижение, Корнилий приобрел уважение братии своим аскетизмом и в возрасте 28 лет в 1529 году был избран игуменом монастыря. За период его игуменства число насельников монастыря выросло с 15 до 200 человек (такого количества братии не было при других настоятелях после Корнилия). Под управлением Корнилия началось активное развитие монастыря. C 1547 года монастырь стал псковским летописным центром, появилась иконописная (изначально монахи обучались иконописи в Мирожском монастыре) и гончарная мастерские, начали лить колокола.
Трудами Корнилия в первой половине XVI века в монастыре была создана книжно-литературная школа, занимавшаяся сбором рукописей богослужебного, светского и житийного характера. Для пополнения библиотеки использовались не только русские рукописи: так, в 1561 году с Афона в монастырь было доставлено «Уложение о ектеньях».
Во время Ливонской войны проявилась миссионерская деятельность Корнилия: в отвоеванных местностях основывал православные храмы, оказывал помощь пострадавшим, имена погибших в войне заносились в монастырский синодик для поминовения. Предание гласит, что в 1560 году после богослужения праздника Успения Пресвятой Богородицы Корнилий послал русским войскам, осаждавшим город Феллин, просфору и святую воду, и в ту же ночь город загорелся и был взят.
При Корнилии были проведены многочисленные строительные работы по расширению монастыря: прокопаны далее монастырские пещеры, перенесена за монастырскую ограду на приезжий монастырский двор в Печерском посаде деревянная церковь Сорока мучеников Севастийских, а в 1541 году на её месте построена каменная церковь в честь Благовещения Пресвятой Богородицы. В 1558—1565 годах Корнилий по указанию царя Ивана Грозного окружил монастырь мощной каменной стеной с девятью башнями и тремя воротами (над главными воротами была построена каменная церковь во имя Николая Чудотворца). Кроме построек в самом монастыре Корнилием была построена церковь Одигитрии на Печорском подворье в Пскове (1538 год), а также Троицкая церковь и церковь Рождества Христова в окрестных монастырских сёлах.

### Литературная деятельность
Начитанность и образованность Корнилия отмечали уже его современники. Новгородский архиепископ Феодосий писал о нём: «зане же, сыну, сам Божественное писание в конец веси». К литературному наследию преподобного Корнилия относят:
- Повесть о Псково-Печерском монастыре. Причиной написания Повести послужили ложные слухи о происхождении монастыря. Сам Корнилий писал об этом в предисловии к своему труду:

По благословению отец, иже прежде мене бывших зде игумена и священника Дорофея и Герасима, иже быша в та лета, яже строился новый сей монастырь, по совету и проразсуждением всех яже о Христе братиа нашеа повелено бысть мне худому и грешному написати сиа, помысливши о сем им и рекшим яко не лепо есть Пречистыа Богородица чудесем и явления сего святаго места к перваго началника глаголатися от неких человек — он сице и инже инако.

В Повести Корнилий рассказывает об истории открытия пещер и основании монастыря, о первом иноке Ионе, о постройке «ветхого» монастыря при игумене Мисаиле, а также подробности монастырского быта того времени. Составление Повести относится к 1531 году;
- III Псковская летопись[8]. Работа была начата после прекращения в середине XVI века традиционного летописания в Пскове. Корнилий внёс в летопись описание не только событий, происходивших в Пскове, но и общерусские известия, касавшиеся главным образом военных действий;
- Описание чудес Печерской иконы Божией Матери[2].

В память о преподобном Корнилии ежегодно в Печорах проводятся Корнилиевские православные образовательные чтения.

### Смерть
Православная церковь, причислившая Корнилия к лику преподобномучеников, и большинство историков считают, что он был убит царём Иваном IV во время его похода на Псков. Согласно третьей Псковской летописи, Корнилий в 1570 году во главе псковского духовенства встретил Ивана Грозного во время его приезда в Псков и служил молебен в Троицком соборе. После этого, встречая царя уже в своём монастыре, он был убит.

Идя в Ливонию, или возвращаясь оттуда, Иван Васильевич заехал в Псково-Печерский монастырь: тамошний игумен Корнилий встретил его; Ивану бросились в глаза сильные укрепления монастыря, сооружённые на свой счёт Корнилием, происходившим из боярского рода. Ивану это показалось подозрительно; вспомнилось былое, закипело сердце, и он убил Корнилия жезлом своим

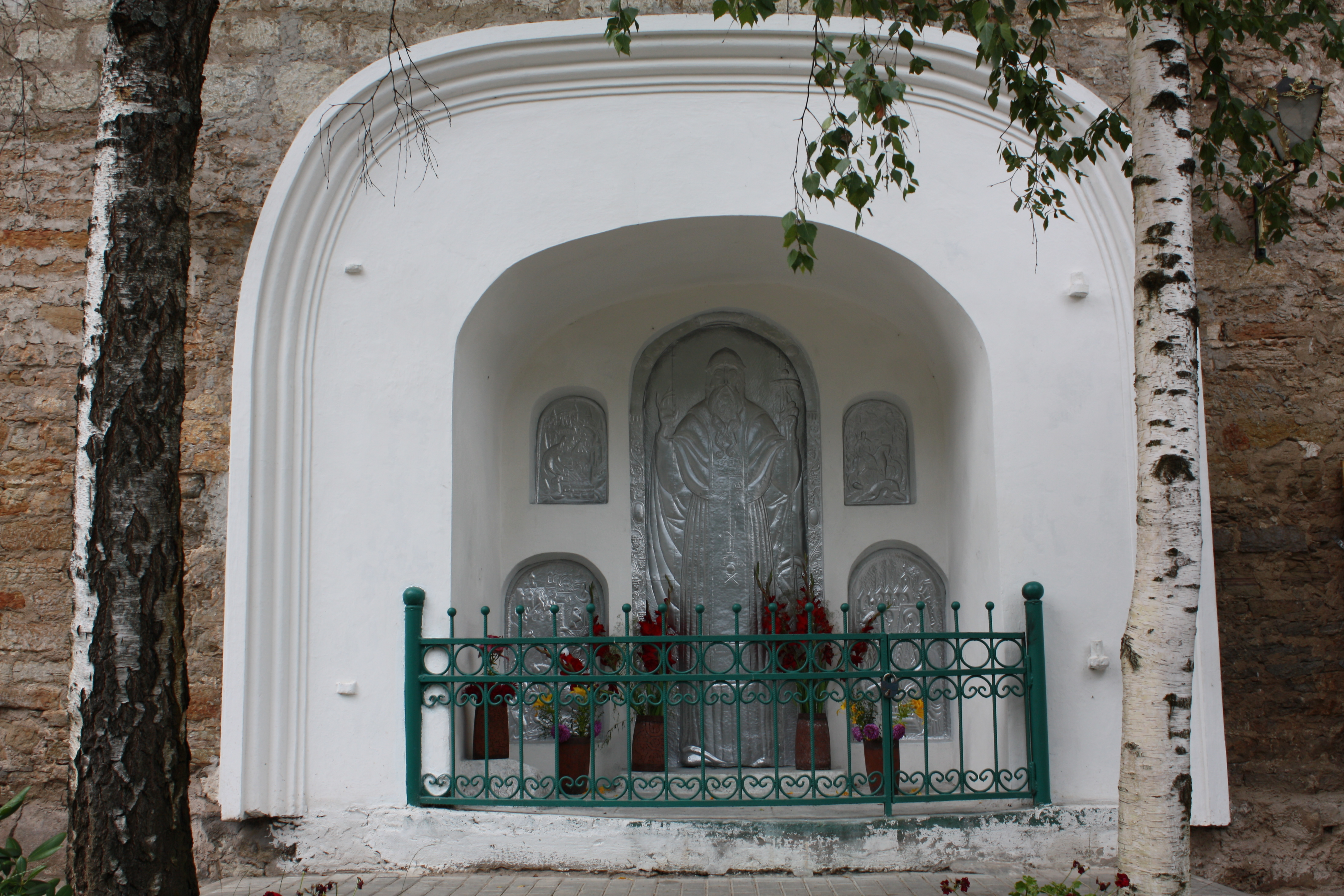
Место убийства Корнилия Псково-Печерского
(Псково-Печерский монастырь)

К более ранним источникам, сообщающим об убийстве Корнилия Иваном Грозным, относятся:
- Сочинение Андрея Курбского «История о великим князе Московском»: «Тогда же убит был по его приказу Корнилий, игумен Печерского монастыря, муж святой, известный своей службой»[14].
- Повесть о Псково-Печерском монастыре (конец XVI века): «в год зимы, в лето 7078-е, февраля в 20-й день» Корнилий был казнён «земным царем», «от тленнаго сего жития земным царем был предпослан к небесному царю в вечное жилище»[15].
- Царский «синодик опальных», в котором с имени Корнилия начинается перечень казнённых Иваном IV псковичей[16]: «Изо Пскова Печерскоrо монастыря иrумена архимандрита Корниля, Бориса Хвостов, Третьяка Свиязев, Печерскоrо ж монастыря старца Васьян инок Муромцев».

Причиной убийства Корнилия считают предполагаемую поддержку им опального князя Курбского, с которым Псково-Печерский монастырь состоял в переписке (сохранились три послания Курбского в монастырь, написанные в 1563—1564 годах, до и после его побега в Литву). В любом случае, письма Курбского (адресованные скорее хранителю монастырской библиотеки Васьяну Муромцеву, целью которых для Курбского было получить литературу, необходимую ему для полемики с Иваном Грозным) могли послужить поводом для навета на Корнилия и Васьяна.
Согласно летописи, хранящейся в Троице-Сергиевой лавре, сразу после убийства царь раскаялся и на своих руках перенёс тело Корнилия в монастырь. Монастырская дорожка к церкви Успения, на которую капала кровь преподобного, получила название «Кровавый путь».
Некоторые исследователи, например, А. Б. Постников, и церковные историки (митрополит Иоанн (Снычёв), игумен Алексий (Просвирин)) толкуют запись в повести о Псково-Печерском монастыре «от тленнаго сего жития земным царем был предпослан к небесному царю в вечное жилище» скорее как свидетельство того, что Иван Грозный проводил Корнилия в последний путь, таким образом отдав ему дань уважения и оказав (посмертную) царскую почесть. Это, а также то, что эта версия получила широкое распространения лишь в 1820-х годах с подачи архиепископа Евгения (Болховитинова) и уже во второй половине XX века обросла дополнительными легендарными подробностями, лишает уверенности в её достоверности. Поскольку сообщение об убийстве Андрея Курбского в его тенденциозном сочинении выглядит сомнительным, авторы выдвигают версию, что смерть Корнилия просто совпала по времени с визитом Грозного в Псков. В любом случае, как при жизни игумена Корнилия, так и после его смерти царь Иван Грозный оставался главным жертвователем Псково-Печерского монастыря.

### Мощи
Тело Корнилия было погребено в монастырских пещерах. В 1690 году по указанию митрополита Псковского и Изборского Маркелла мощи, ставшие почитаться целебоносными, были перенесены в соборный храм Успения Пресвятой Богородицы и положены в новом гробе в стене храма. Ко дню открытия мощей преподобного относят составление ему церковной службы. Рака для мощей преподобного неоднократно обновлялась: 17 декабря 1872 года мощи были переложены в медно-посеребрённую раку, а в 1892 году переложены в более богато украшенную раку.

### Памятник
Скульптурное изображение святого установлено в городе Печоры Псковской области, на площади перед Успенской Псково-Печерской обителью. 4 октября 2012 года митрополит Псковский и Великолукский Евсевий совершил освящение памятника.